# Belgijski Związek Narciarski
Belgijski Związek Narciarsk (franc. Fédération Francophone Belge de Ski, hol. Vlaamse Ski en Snowboard Federatie, niem. Ostbelgischer Ski- und Winterverband) – belgijskie stowarzyszenie kultury fizycznej pełniące rolę belgijskiej federacji narodowej w biegach narciarskich, narciarstwie alpejskim, snowboardzie i biathlonie.
Prezesem Związku jest Leo Samsom. Związek jest członkiem Międzynarodowej Federacji Narciarskiej (FIS). Do jego celów statutowych związku należy promowanie, organizowanie i rozwój narciarstwa w Belgii m.in. poprzez szkolenia zawodników i instruktorów i organizację zawodów.